# Sefinental

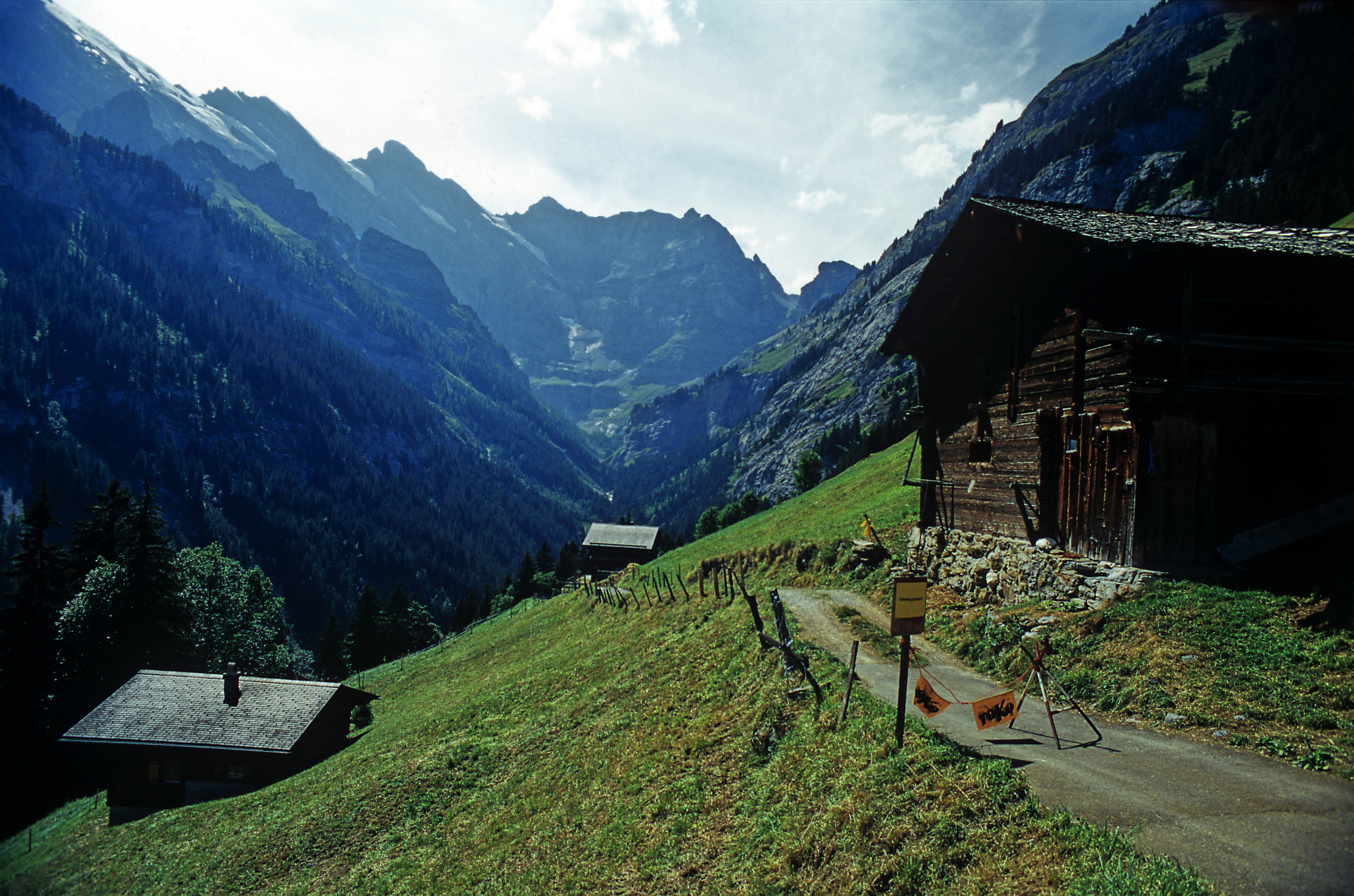
Sefinental von Gimmelwald

Das Sefinental im Berner Oberland ist ein linkes Nebental des Lauterbrunnentals bei Stechelberg.
Das unbesiedelte Tal liegt südöstlich des Schilthorns. Die Sefinenfurgge verbindet das Sefinental mit dem Kiental.
Koordinaten: 46° 32′ 15,8″ N, 7° 51′ 2,9″ O; CH1903: 631619 / 154131